# Бальдерас, Агустин
Хосе Кресенсио Агустин Бальдерас Араус (исп. José Crescencio Agustín Balderas Arauz; 18 апреля 1823, Мехико — 6 ноября 1876, Мехико) — мексиканский музыкант. Брат Антонио Бальдераса.
Сын Лукаса Бальдераса Яньеса (1797—1847), мексиканского генерала, погибшего в Сражении при Молино-дель-Рей. Учился в музыкальной академии Агустина Кабальеро, в 1844 году впервые выступил как скрипач в концертной программе Академии.
На протяжении 1850-х гг. систематически выступал как пианист, с сольными произведениями или в качестве аккомпаниатора. В 1856 году принял участие в постановке оперы Джузеппе Верди «Трубадур» как руководитель хора, удостоившись в печати лестного отзыва Альфредо Баблота, в дальнейшем работал как хормейстер с различными оперными антрепризами. Преподавал музыку в различных учебных заведениях Мехико, среди его учеников ряд заметных в это время в Мексике вокалистов, прежде всего знаменитая оперная певица Анхела Перальта, посвятившая учителю вальс собственного сочинения Ne m’oubliez pas! (с фр. — «Не забывай меня!»).
В июле 1860 года осуществил в Национальном театре постановку того же «Трубадура», уже как главный дирижёр, пригласив своего брата Антонио исполнить партию графа ди Луны. В 1866 году выступил одним из соучредителей Консерватории Филармонического общества (на основе бывшей академии Кабальеро), в дальнейшем дирижировал концертами Филармонического общества, с 1873 года профессор вокала.